# Włodzimierz Wsiewołodowicz (ok. 1125–1141)
Włodzimierz Wsiewołodowicz (imię po chrzcie Ioann) (ur. ok. 1125, zm. ok. 1141) – książę nowogrodzki (1136–ok. 1141). 
Drugi syn księcia nowogrodzkiego Wsiewołoda I Gabriela Mścisławicza oraz jego żony, nieznanej z imienia córki księcia łuckiego Swiatosława Dawydowicza (znanego jako Mikołaj Swiatosza), syna księcia czernihowskiego Dawida Światosławowicza, który pochodził z rodu Jarosława Mądrego i był jednym z jego prawnuków.
Drugi mąż Ryksy Bolesławówny, córki księcia Polski Bolesława III Krzywoustego i jego drugiej żony Salomei z Bergu. 